# Andrew Barron
Andy Barron (24 de diciembre de 1980 en Invercargill) es un exfutbolista neozelandés que jugaba como mediocampista. Desarrolló toda su carrera en su país y los Estados Unidos, exceptuando un corto paso por Irlanda del Norte, retirándose en 2010; aunque volvería a la actividad futbolística en 2013 para disputar la fase preliminar de la Liga de Campeones de la OFC 2014 con el Kiwi FC samoano.
Representó a Nueva Zelanda en la Copa FIFA Confederaciones 2009 y la Copa Mundial de 2010.

## Carrera
Debutó en 1997 en el Miramar Rangers, club con el que ganó una edición de la Central Premier League. En 2000 se trasladó a los Estados Unidos para realizar sus estudios allí, luego de recibirse en 2004, Barron firmó con los New Orleans Jesters, aunque rápidamente dejó el país para arribar a Irlanda del Norte para incorporarse al Lisburn Distillery. En 2005 regresó a Nueva Zelanda para firmar con el Canterbury United, aunque luego de obtener el subcampeonato del Campeonato de Fútbol de Nueva Zelanda, fue transferido al Team Wellington, donde jugó hasta que en 2008 firmó con el Minnesota Thunder estadounidense. Ese mismo año volvió a su país para jugar en el Team Wellington hasta el fin de su carrera, en 2010.
En 2013, decidió volver a la actividad futbolística firmando con el Kiwi FC de Samoa de cara a la fase preliminar de la Liga de Campeones de la OFC 2014. El conjunto samoano terminó primero y clasificó luego de 13 años al máximo torneo oceánico, por lo que Barron volvió a retirarse.

### Clubes
| Club                            | País              | Año       |
| ------------------------------- | ----------------- | --------- |
| Miramar Rangers                 | Nueva Zelanda     | 1997-2000 |
| New Orleans Jesters             | Estados Unidos    | 2004      |
| Lisburn Distillery F. C.        | Irlanda del Norte | 2004-2005 |
| Canterbury United Football Club | Nueva Zelanda     | 2005-2006 |
| Team Wellington                 | Nueva Zelanda     | 2006-2007 |
| Minnesota Thunder               | Estados Unidos    | 2008      |
| Team Wellington                 | Nueva Zelanda     | 2008-2010 |
| Kiwi FC                         | Samoa             | 2013      |

### Selección nacional
Jugó su primer encuentro en representación de Nueva Zelanda en una serie de amistosos ante Malasia, logrando su primer gol internacional en el segundo partido. Fue convocado para la Copa FIFA Confederaciones 2009 y la Copa Mundial de 2010, y aunque en la primera competición no logró jugar ni un minuto, en el Mundial fue el único jugador no profesional en sumar minutos, ingresando desde el banco ante Italia.